# Alifa Farouk
Alifa Farouk, de son nom complet Alifa Chaabane Farouk, née le 17 octobre 1946 à Metline, village situé à une trentaine de kilomètres au nord de Tunis dans le gouvernorat de Bizerte, est une femme politique tunisienne.

## Formation
Ayant étudié l'allemand entre 1966 et 1969 puis les sciences politiques et le droit international public à l'université Louis-et-Maximilien de Munich (Allemagne), de 1974 à 1976, elle est diplômée d'un doctorat de droit en 1976. Le sujet de sa thèse est alors : « Le statut juridique du Sahara occidental ». Elle étudie aussi le droit de la société internationale à l'université Paris-II entre 1979 et 1980. Lors de son séjour en France, elle fait un court passage au sein du groupe Jeune Afrique.

## Carrière politique
Rattachée à l'ambassade de Tunisie à Bonn de 1976 à 1979, Farouk occupe les fonctions de directrice à l'Agence de promotion des investissements de 1981 à 1992. Elle est ensuite chargée de mission auprès du ministre de la Coopération internationale et des Investissements extérieurs de 1992 à 1994 et chargée de mission au cabinet du président de la République de 1994 à 1995. Elle devient également médiatrice administrative de la Tunisie, équivalent d'un ombudsman, dès novembre 1998. En février 2010, elle revient durant un an en Allemagne en tant qu'ambassadrice de Tunisie.
Alifa Farouk est également membre du bureau politique du Rassemblement constitutionnel démocratique, jusqu'au 26 janvier 2010, mais aussi de son comité central (1993-1998, 2008-2011). Membre du bureau exécutif de l'Union nationale de la femme tunisienne (1989-1995) et du Conseil économique et social (1990-1994), elle est vice-présidente de l'Association d'amitié tuniso-allemande depuis 1994.
Vice-présidente de l'Organisation mondiale des médiateurs et de l'Association des ombudsmans et médiateurs de la francophonie (AOMF) mais aussi membre exécutive de l'Institut international des ombudsmans, elle est élue, le 14 avril 2005, présidente de l'Association des ombudsmans africains à l'assemblée générale de l'organisation réunie à Muldersdrift (Afrique du Sud).
En mars 2017, il est annoncé qu'elle a rejoint le parti Nidaa Tounes.

## Vie privée
Elle est mariée à un médecin cardiologue et mère de trois enfants.